# Liste des épouses et compagnes des présidents de la république du Bénin

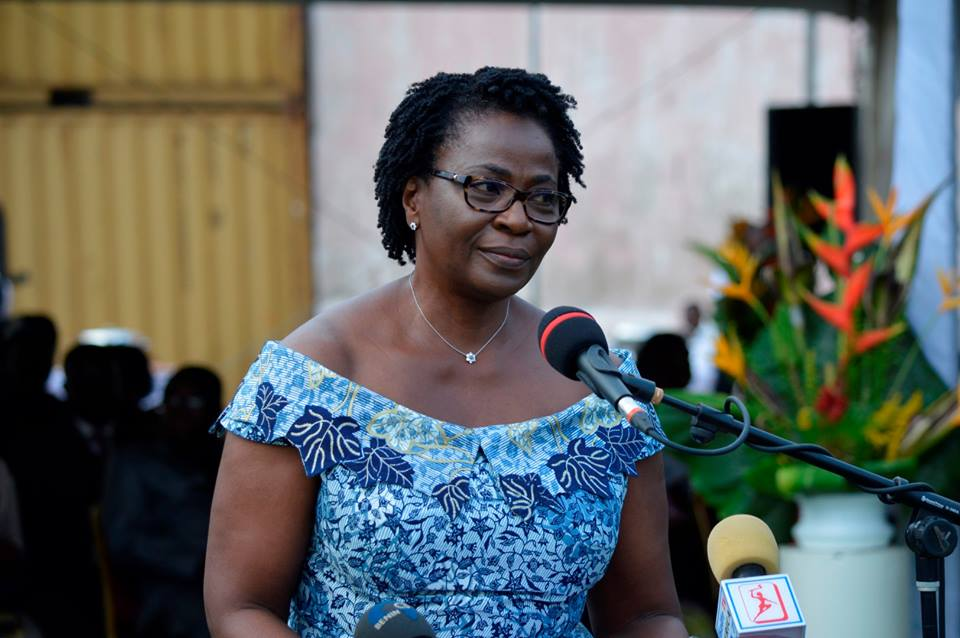
Claudine Gbènagnon Talon, Première dame du Bénin depuis 2016 ; photo prise à l'ambassade des États-Unis à Cotonou.

Le conjoint du président de la république du Bénin n'a aucune fonction officielle auprès du président de la République selon la Constitution du 11 décembre 1990.  Seul un ensemble de coutumes et de pratiques encadrent son rôle dans la pratique diplomatique, son rôle de représentation, de patronage et d’accompagnement du chef de l’État dans ses missions.
Depuis l’avènement du renouveau démocratique en 1990 en avril 2016, le Bénin connaît Claudine Gbènagnon Talon comme quatrième premières dame sous le président Patrice Talon.

## Liste des épouses ou compagnes des présidents de la république du Bénin
| Portrait | Nom                      | Vie | Président                         | Durée                                    | Commentaires |
| -------- | ------------------------ | --- | --------------------------------- | ---------------------------------------- | ------------ |
|          |                          |     | Hubert Maga (1916-2000)           | 1er août 1960 au 27 octobre 1963         |              |
|          |                          |     | Christophe Soglo (1909-1983)      | 27 octobre 1963 au 25 janvier 1964       |              |
|          |                          |     | Sourou Migan Apithy (1913-1989)   | 25 janvier 1964 au 27 novembre 1965      |              |
|          |                          |     | Justin Ahomadegbé (1917-2002)     | 27 novembre 1965 au 29 novembre 1965     |              |
|          |                          |     | Tahirou Congacou (1911-1993)      | 29 novembre 1965 au 22 décembre 1965     |              |
|          |                          |     | Christophe Soglo (1909-1983)      | 22 décembre 1965 au 19 décembre 1967     |              |
|          |                          |     | Jean-Baptiste Hachème (1929-1998) | 19 décembre 1967 au 20 décembre 1967     |              |
|          |                          |     | Alphonse Alley (1930-1987)        | 21 décembre 1967 au 17 juillet 1968      |              |
|          |                          |     | Émile Derlin Zinsou (1918-2016)   | 17 juillet 1968 au 10 décembre 1969      |              |
|          |                          |     | Maurice Kouandété (1932-2003)     | 10 décembre 1969 au 13 décembre 1969     |              |
|          | Françoise de Souza       |     | Paul-Émile de Souza (1930-1999)   | 13 décembre 1969 au 7 mai 1970           |              |
|          | Marie do Régo            |     | Hubert Maga (1916-2000)           | 1960 au 1963 et 7 mai 1970 au 7 mai 1972 |              |
|          |                          |     | Justin Ahomadegbé (1917-2002)     | 7 mai 1972 au 26 octobre 1972            |              |
|          | Marguerite Kérékou       |     | Mathieu Kérékou (1933-2015)       | 26 octobre 1972 au 4 avril 1991          |              |
|          | Rosine Soglo             |     | Nicéphore Soglo (né en 1934)      | 4 avril 1991 au 4 avril 1996             |              |
|          | Marguerite Kérékou       |     | Mathieu Kérékou (1933-2015)       | 4 avril 1996 au 6 avril 2006             |              |
|          | Chantal de Souza         |     | Boni Yayi (né en 1951)            | 6 avril 2006 au 6 avril 2016             |              |
|          | Claudine Gbènagnon Talon |     | Patrice Talon (né en 1958)        | depuis le 6 avril 2016                   |              |